# 아름다운 그대에게~미남☆파라다이스~
아름다운 그대에게~미남☆파라다이스~2011(花ざかりの君たちへ〜イケメン☆パラダイス〜2011 하나자카리노기미타치에~이케멘☆파라다이스~2011[*])은 《마루모의 규칙》 이후 2011년 7월 10일부터 같은 해 9월 18일까지 방송 된 드라마틱 선데이 4탄이자 《아름다운 그대에게~미남♂파라다이스~》의 리메이크 드라마이다.
주연 마에다 아츠코의 후지 TV 연속 드라마 출연은 《태양과 바다의 교실》 이후 약 3년만이며, 《마지스카학원2》에 이어 두 작품 연속 주연이기도 하다. 지난 시리즈와 같은 마츠다 히데토모가 메인 감독이며, 드라마틱 선데이 중에서는 처음으로 만화가 원작인 작품이다.

## 등장인물

### 오사카 학원
제2기숙사
- 아시야 미즈키 - 마에다 아츠코 (AKB48)
- 사노 이즈미 - 나카무라 아오이
- 나카츠 슈이치 - 미우라 쇼헤이
- 난바 미나미 - 키리야마 렌
- 카야시마 타이키 - 야나기시타 토모 (D-BOYS)
- 세키메 쿄고 - 야마다 신타로
- 나카오 센리 - 니시 유키토
- 노에 신지 - 스즈키 카츠히로
- 가츠라 마사시 - 마츠시마 쇼타
- 아와지 케이스케 - 마미야 쇼타로
- 하나텐 코타 - 쿠리하라 고로

제1기숙사
- 텐노지 메구미 - 미츠시마 신노스케
- 키타하나다 츠요시 - 마에다 고키
- 쿠마토리 진 - 호리이 아라타
- 키요시코진 아키라 - 야마모토 료스케
- 무코노소 앤드루 - 안도 류
- 타카츠키 스바루 - 아사카 코다이
- 오비토케 카즈키 - 카나이 손데
- 모리구치 히로토 - 코타니 쇼타로
- 카도마 쇼타로 - 오카야마 토모키

제3기숙사
- 히메지마 마사오 (오스카 M 히메지마) - 토쿠야마 히데노리
- 야에노사토 노부히로 - 미야지마 쿠스토
- 쿄바테 산스이 - 타카미 오조라
- 카와치모리 히사시 - 카토오노 타이코
- 모즈 야스시 - 카사이 시게
- 나라야마 사콘 - 카와하라 카즈마
- 이즈미가오카 히데하루 - 오카자키 카즈히로
- 미나미카타 신 - 켓타로

교직원
- 우메다 호쿠토 - 사이토 타쿠미

### 도쿄학원
- 카구라자카 마코토 - 사토 유키
- 오테마치 료 - 엔도 카나메

### 성 블롯섬학원
- 키시노사토 주리 - 카시와기 유키 (AKB48)
- 아마가사키 칸나 - 이치카와 미오리 (AKB48)
- 아베노 에리카 - 오오바 미나 (AKB48)
- 코베 유메미 - 나가오 마리야 (AKB48)

### 외
- 사사쿠라 카오루 - 아시다 마나 (제1화 게스트)
- 사사쿠라 토모키 - 스즈키 후쿠 (제1화 게스트)
- 무크 - 오카 료 (제1화 게스트)

## 간사이 소재의 철도 역명이 쓰인 역할 이름
| 역할 이름이 포함된 역명 (괄호)는 노선명/연기자 | 역할 이름이 포함된 역명 (괄호)는 노선명/연기자 | 역할 이름이 포함된 역명 (괄호)는 노선명/연기자 | 역할 이름이 포함된 역명 (괄호)는 노선명/연기자 |
| ---------------------------------------------- | --- | ---------------------------------------------- | ---------------------------------------------- |
| 아시야 미즈키                                  | 아시야 역 (서일본 여객철도〔JR 서일본〕: JR 고베 선〔도카이도 본선〕) 아시야 역 (한신 전기 철도 : 한신 본선) | 마에다 아츠코                                  |                                                |
| 사노 이즈미                                    | 이즈미사노 역 (난카이 전기 철도 : 난카이 본선, 공항 선) | 나카무라 아오이                                |                                                |
| 나카츠 슈이치                                  | 나카쓰 (오사카 지하철 : 미도스지선) 나카쓰 역 (한큐 전철 : 고베 본선·다카라즈카 본선) | 미우라 쇼헤이                                  |                                                |
| 난바 미나미                                    | 난바역 (오사카 지하철 : 미도스지선·요쓰바시선·센니치마에선, 난카이 전기 철도 : 난카이 본선·고야 선) 오사카 난바 역 (긴키 닛폰 철도 : 나라 역〔난바 선〕, 한큐 전철 : 한신 난바 선) JR 난바 역 (JR 서일본 : 야마토지 선〔간사이 본선〕)                                                                                    | 키리야마 렌                                    |                                                |
| 카야시마 타이키                                | 가야시마 역 (게이한 전기 철도 : 게이한 본선) | 야나기시타 토모                                |                                                |
| 세키메 쿄고                                    | 세키메 역 (게이한 전기 철도 : 게이한 본선) 세키메타카도노역 (오사카 지하철 : 다니마치선） 세키메세이이쿠역 (오사카 지하철 : 이마자토스지선) | 야마다 신타로                                  |                                                |
| 나카오 센리                                    | 센리나카오 역 (기타 오사카 규코 전철 : 미나미키타 선, 오사카 고속 철도 : 오사카 모노레일 선) | 니시 유키토                                    |                                                |
| 노에 신지                                      | 노에 역 (게이한 전기 철도 : 게이한 본선) 노에우친다이역 (오사카 지하철 : 다니마치선) | 스즈키 카츠히로                                |                                                |
| 텐노지 메구미                                  | 덴노지역 (JR 서일본 : 야마토지 선〔간사이 본선〕·오사카 순환선·한와 선, 오사카 지하철 : 미도스지선·다니마치선) 덴노지 역 전 역 (한카이 전기 궤도 : 우에마치 선) 시텐노지마에유히가오카 역 (오사카 지하철 : 다니마치선) | 미츠시마 신노스케                              |                                                |
| 키타하나다 츠요시                              | 기타하나다역 (오사카 지하철 : 미도스지선) | 마에다 고키                                    |                                                |
| 히메지마 마사오 (오스카 M 히메지마)            | 히메지마 역 (한신 전기 철도 : 한신 본선) | 토쿠야마 히데노리                              |                                                |
| 모리구치 히로토                                | 모리구치역 (오사카 지하철 : 다니마치선) 모리구치 시역 (게이한 전기 철도 : 게이한 본선) | 코타니 쇼타로                                  |                                                |
| 이즈미가오카 히데하루                          | 이즈미가오카 역 (오사카 부 도시 개발 : 센보쿠 고속철도 선) | 오카자키 카즈히로                              |                                                |
| 나라야마 사콘                                  | 나라야마역 (JR 서일본 : 야마토지 선〔간사이 본선〕) | 카와하라 카즈마                                |                                                |
| 하나텐 코타                                    | 하나텐역 (JR 서일본 : 갓켄도 시선〔가타마치 선〕, 오사카히가시 선) | 쿠리하라 고로                                  |                                                |
| 쿄바테 산스이                                  | 교바테역 (JR 서일본 : 만요마호로반 선〔사쿠라이 선〕) | 타카미 오조라                                  |                                                |
| 키요시코진 아키라                              | 기요시코진 역 (한큐 전철 : 다카라즈카 선) | 야마모토 료스케                                |                                                |
| 야에노사토 노부히로                            | 야에노사토 역 (긴키 닛폰 철도 : 나라 선) | 미야지마 쿠스토                                |                                                |
| 모즈 야스시                                    | 모즈역 (JR 서일본 : 한와 선) 나카모즈역 (오사카 지하철 : 미도스지선, 난카이 전기 철도 : 다카노 선, 오사카 도시 개발 : 센보쿠 고속철도 선) | 카사이 시게                                    |                                                |
| 가츠라 마사시                                  | 가쓰라 역 (한큐 전철 : 교토 본선·아라시야마 선) | 마츠시마 쇼타                                  |                                                |
| 아와지 케이스케                                | 아와지 역 (한큐 전철 : 교토 본선·센리 선) | 마미야 쇼타로                                  |                                                |
| 카도마 쇼타로                                  | 가도마 시역 (게이한 전기 철도 : 게이한 본선, 오사카 고속 철도 : 오사카 모노레일 선) 가도마미나미역 (오사카 지하철 : 나가호리쓰루미료쿠치선) | 오카야마 토모키                                |                                                |
| 오비토케 카즈키                                | 오비토케역 (JR 서일본 : 만요마호로반 선〔사쿠라이 선〕) | 카나이 손데                                    |                                                |
| 카와치모리 히사시                              | 가와치모리 역 (게이한 전기 철도 : 가타노 선） | 카토오노 타이코                                |                                                |
| 쿠마토리 진                                    | 구마토리역 (JR 서일본 : 한와 선) | 호리이 아라타                                  |                                                |
| 무코노소 앤드루                                | 무코노소 역 (한큐 전철 : 고베 본선) | 안도 류                                        |                                                |
| 타카츠키 스바루                                | 다카쓰키 역 (JR 서일본 : JR 교토 선〔도카이도 본선〕) 다카쓰키 시역 (한큐 전철 : 교토 본선) | 아사카 코다이                                  |                                                |
| 미나미카타 신                                  | 미나미카타 역 (한큐 전철 : 교토 본선) 니시나카지마미나미가타역 (오사카 지하철 : 미도스지선) | 켓타로                                         |                                                |
| 키시노사토 주리                                | 기시노사토역 (오사카 지하철 : 요쓰바시선) 기시노사토타마데 역 (난카이 전기 철도 : 난카이 본선, 다카노 선, 시오미바시 선) | 카시와기 유키                                  |                                                |
| 아마가사키 칸나                                | 아마가사키 역 (JR 서일본 : JR 고베 선〔도카이도 본선〕·JR 다카라즈카 선〔후쿠치야마 선〕·JR 도자이 선) 아마가사키 역 (한신 전기 철도 : 한신 본선, 한신 난바 선) | 이치카와 미오리                                |                                                |
| 아베노 에리카                                  | 오사카 아베노바시 역 (긴키 닛폰 철도 : 미나미오사카 선） | 오바 미나                                      |                                                |
| 코베 유메미                                    | 고베 역 (JR 서일본 : JR 고베 선〔도카이도 본선·산요 본선〕) 신코베역 (JR 서일본 : 산요 신칸센, 고베 시영 지하철 : 세이신·야마테 선, 호쿠신 급행 전철 : 호쿠신 선) 고소쿠코베 역 (한신 전기 전철〔고베 고속 철도)·한큐 전철〔고베 고속 철도〕 : 고베고속 선) 이가칸베 역 (긴키 닛폰 철도 : 오사카 선, 이가 철도 : 이가 선) | 나가오 마리야                                  |                                                |
| 우메다 호쿠토                                  | 우메다역 (한신 전기 철도 : 한신 본선, 한큐 전철 : 고베 본선·다카라즈카 본선·교토 본선, 오사카 지하철 : 미도스지선) | 사이토 타쿠미                                  |                                                |

## 주제가
- AKB48 - 플라잉 겟 (You, Be Cool!/KING RECORDS)

## 스태프
- 각본 : 야마가미 치하루, 한자와 노리코
- 음악 : 타카미 유, 코노 신
- 기획통괄 : 다테마츠 히데아키 (후지 TV)
- 프로듀서 : 고토 히로유키 (후지 TV), 모리야스 아야 (교도 TV)
- 연출 : 마츠다 히데토모 (교도 TV), 고토 요스케, 츠즈키 준이치
- 제작 : 후지 TV, 교도 TV

## 부제
| 각 화                                                    | 방송일          | 서브 타이틀                                                                      | 각본            | 연출            | 시청률 |
| -------------------------------------------------------- | --------------- | -------------------------------------------------------------------------------- | --------------- | --------------- | ------ |
| 제1화                                                    | 2011년 7월 10일 | 新作で復活!! 崖っぷち男子校に女子乱入 신작으로 부활!! 벼랑 끝의 남고에 여자 난입 | 야마가미 치하루 | 마츠다 히데토모 | 10.1%  |
| 제2화                                                    | 2011년 7월 17일 | 涙の告白 눈물의 고백                                                             | 한자와 노리코   | 마츠다 히데토모 | 6.0%   |
| 제3화                                                    | 2011년 7월 24일 | 絆をつなぐリレー 연을 잇는 릴레이                                                | 야마가미 치하루 | 고토 요스케     | 7.9%   |
| 제4화                                                    | 2011년 7월 31일 | お前が好きだ!! 네가 좋아!!                                                       | 한자와 노리코   | 츠즈키 준이치   | 5.5%   |
| 제5화                                                    | 2011년 8월 7일  | 絶体絶命 절체절명                                                                | 야마가미 치하루 | 마츠다 히데토모 | 7.5%   |
| 제6화                                                    | 2011년 8월 14일 | 突然の旅立ち 갑작스런 여행                                                       | 한자와 노리코   | 고토 요스케     | 6.2%   |
| 제7화                                                    | 2011년 8월 21일 | 壊れた絆 무너진 인연                                                             | 한자와 노리코   | 츠즈키 준이치   | 6.4%   |
| 제8화                                                    | 2011년 8월 28일 | 一週間後、学園が取り壊される 1주일 후, 학교가 헐린다!                            | 야마가미 치하루 | 마츠다 히데토모 | 6.7%   |
| 제9화                                                    | 2011년 9월 4일  | めちゃイケと連動! バレた… 메챠이케와 연동! 들켰다...                             | 한자와 노리코   | 고토 요스케     | 6.4%   |
| 제10화                                                   | 2011년 9월 11일 | お前は裏切り者だ 배신자!                                                         | 한자와 노리코   | 츠즈키 준이치   | 6.9%   |
| 최종화                                                   | 2011년 9월 18일 | ひとつになる瞬間 하나가 된 순간                                                  | 한자와 노리코   | 마츠다 히데토모 | 7.3%   |
| 평균 시청률 7.1% (시청률은 간토 지방 비디오 리서치 조사) |                 |                                                                                  |                 |                 |        |

## 같이 보기
- 아름다운 그대에게 - 원작
- 아름다운 그대에게~미남♂파라다이스~ - 2007년작
- 화양소년소녀 - 중국 리메이크작